# 玉穂町
玉穂町（たまほちょう）は、かつて山梨県に存在した町。
2006年2月20日、隣接する田富町、豊富村と新設合併して市制施行し、中央市となり廃止した。
ここでは、玉穂村についても説明する。

## 地理
山梨県中部、甲府盆地の中央南部に位置し、東は鎌田川を境に甲府市と隣接する。町域は盆地低部にあたり、盆地を南流する笛吹川、釜無川の二大河川とその支流である浅利川、鎌田川、山王川、神明川などが流れる。

## 歴史
町域は盆地底部の氾濫原に位置するため、旧石器・縄文時代以来の考古遺跡の分布は少ない。
古代の律令制下には巨摩郡市川郷あるいは八代郡川合郷に比定される。平安時代後期には盆地各地で荘園が成立するが、町域北東部の中楯・西新井近辺は八条院領・鎌田荘に、西端の上三条・下三条近辺は東北院領・布施荘に属していたと考えられている。鎌倉時代には在地領主として、鎌田荘の地頭である鎌田正清や、盆地各地へ土着した甲斐源氏の一族である浅利氏の存在が見られる。
近世の九筋二領地域だった時代では巨摩郡中郡筋に属していた。江戸時代の近世期に11か村が成立する。全村が江戸時代初期に幕府直轄領となり、元禄年間の甲府藩領を経て、享保9年（1724年）に甲斐一国が幕府直轄領化されると在方は代官支配となり、町域は上飯田代官支配となる。近世には盆地底部で水害が相次ぎ、盆地底部の町域でも治水工事が行われている。天保7年（1836年）に甲斐一国規模の百姓一揆となった天保騒動では町域にも被害が及んでいる。
1955年（昭和30年）に発足した玉穂村は甲府盆地を流れる釜無川、笛吹川などを集めて地下水は豊富であり、稲作を中心とした農村地帯として発展してきた。その後、1972年（昭和47年）、甲府地区広域市町村圏の指定により、企業誘致を行うなど積極的に広域行政を推進し、新しい村としての性格を持つようになった。
1980年（昭和55年）に国立山梨医科大学が開校、1983年（昭和58年）に山梨医科大学付属病院が開院。この頃より文教地域としての特色を持つようになった。都市化とともに人口も増え、人口増加率が全国有数の伸びを示したこともある。

### 沿革
- 1955年（昭和30年）3月20日 - 三町村・稲積村が合併して玉穂村が発足。
- 1985年（昭和60年）4月1日 - 玉穂村が町制施行して玉穂町となる。
- 2006年（平成18年）2月20日 - 田富町・東八代郡豊富村と合併して中央市が発足。同日玉穂町廃止。

## 交通

### 鉄道

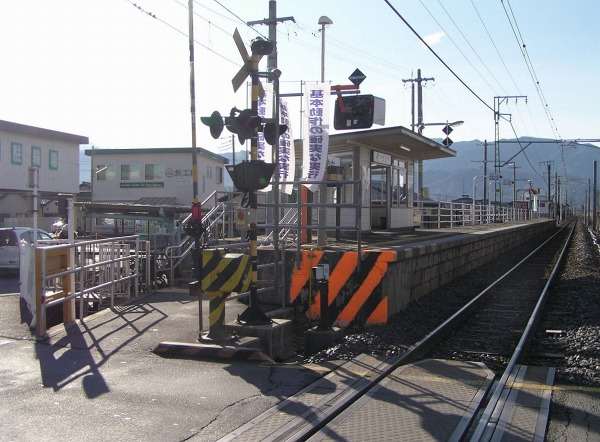
小井川駅

東海旅客鉄道
- 身延線：小井川駅

### 道路
高速道路
- 中央自動車道が町内を通過するが、インターチェンジ・パーキングエリアなどの施設は無い。
- 新山梨環状道路

県道
- 山梨県道12号韮崎櫛形豊富線、山梨県道29号甲府玉穂中道線

### バス
- 山梨交通

## 教育

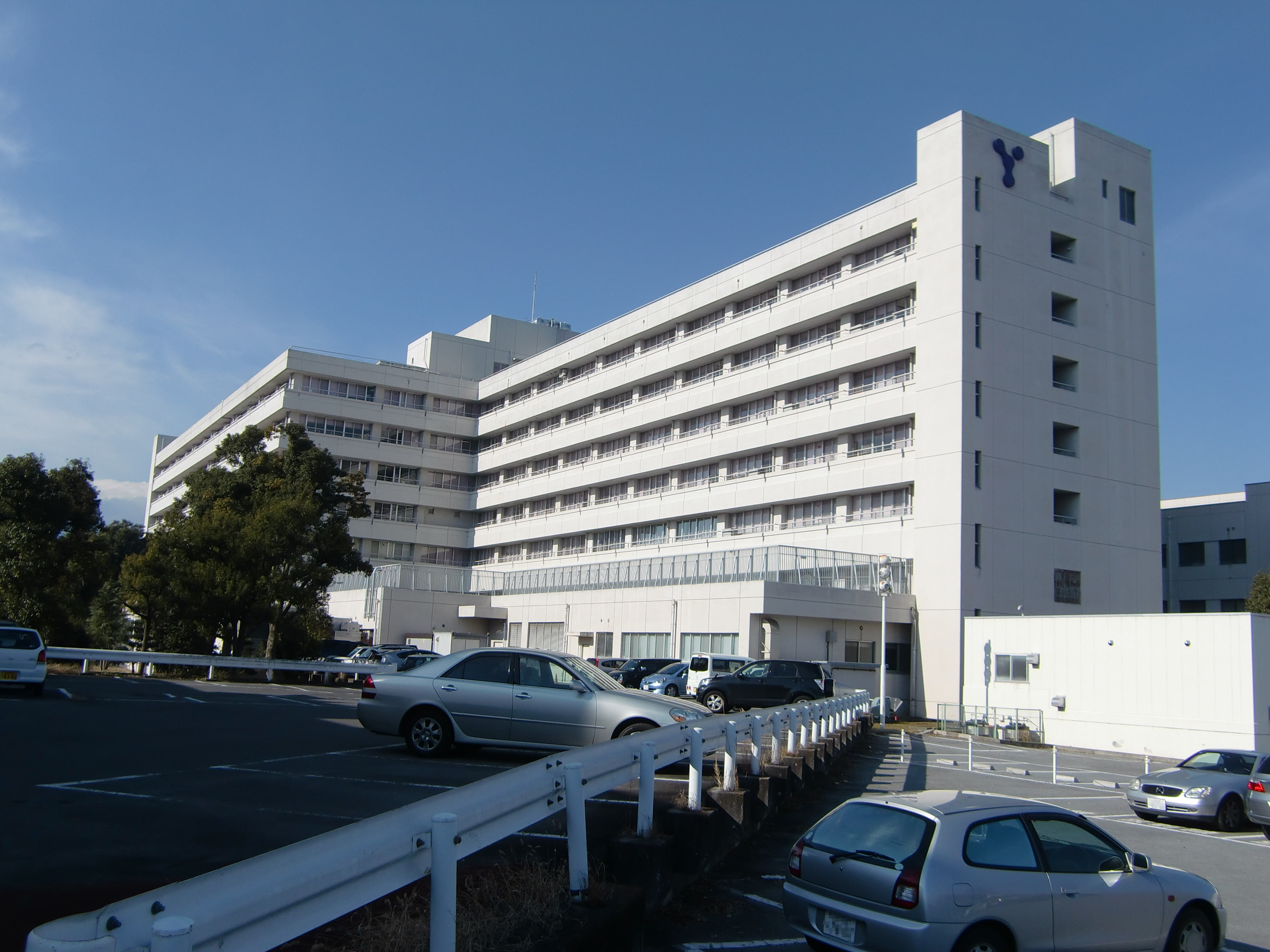
山梨大学医学部附属病院

### 大学
- 山梨大学医学部キャンパス（医学部、旧・山梨医科大学）

### 中学校
- 玉穂町立玉穂中学校

### 小学校
- 玉穂町立三村小学校
- 玉穂町立玉穂南小学校

### 図書館
- 玉穂町生涯学習館